# Royal Military Academy Sandhurst
Royal Military Academy Sandhurst (Królewska Akademia Wojskowa w Sandhurst) – centrum szkoleniowe kadry oficerskiej armii brytyjskiej położona w Sandhurst na pograniczu hrabstw Berkshire i Surrey. Akademia zajmuje się szkoleniem mających tytuł Warrant Officer jako jedyne tego typu centrum w Wielkiej Brytanii. 

## Historia
Royal Military Academy została utworzona w 1947 roku z połączenia Royal Military Academy w Woolwich (istniejącej od roku 1741) i powstałej w roku 1800 Royal Military College z Sandhurst. Po zniesieniu obowiązkowej służby wojskowej w roku 1960 centrum szkoleniowe zajmuje się tylko szkoleniem kadry zawodowej.

## Szkolenie
Szkolenie w RMA dla regularnych oficerów trwa 48 tygodni i rozpoczyna się w jednym z trzech terminów: styczniu, marcu lub wrześniu. Szkolenie obejmuje przedmioty wojskowe, akademickie jak też ćwiczenia praktyczne.